# Ajuma Nasenyana
Ajuma Nasanyana là một người mẫu đến từ Kenya. Cô đã làm việc với Victoria's Secret và Carlos Mienes, cùng với các nhà thiết kế khác.

## Tiểu sử
Nasanyana là một người mẫu thời trang sinh ra ở thị trấn Lodwar, nằm ở quận Turkana của Kenya.
Bước đột phá đầu tiên của cô vào nghề người mẫu là trong cuộc thi Hoa hậu Du lịch Kenya năm 2003, nơi cô đăng quang Hoa hậu Nairobi. Chính nhờ cuộc thi này, cô đã thu hút được sự chú ý của Lyndsey McIntyre thuộc Công ty người mẫu Surazuri.
Ngay sau đó, Gamma Photo Agency đã đến Kenya để thực hiện một câu chuyện về công việc trinh sát của McIntyre và được chụp với Nasenyana đến nỗi cô trở thành nhân vật chính của câu chuyện; mà sau đó chạy trên tạp chí Gala của Pháp. Những bức ảnh được chụp đã được tổng hợp thành một danh mục đầu tư và được giới thiệu cho cơ quan quốc tế Ford Model, người đã tham gia cuộc thi Siêu mẫu Thế giới của Ford.
Vào tháng 11 năm 2003, Nasanyana đã tới Châu Âu để xây dựng danh mục đầu tư của mình trước trận chung kết Siêu mẫu tại Thành phố New York. Cô sớm ký hợp đồng với các cơ quan ở London, Ý, Áo, Tây Ban Nha, Ireland, Canada và Thụy Điển.
Nasanyana đã tham gia Tuần lễ thời trang New York cùng với Naomi Campbell và Alek Wek cho các nhà thiết kế như Baby Phat và Carlos Mienes trước khi tới Milan để làm người mẫu cho các nhà mốt như Ungaro trong Tuần lễ thời trang Ý. Paris là điểm đến cuối cùng trong mùa trình diễn mùa đông và nhà thiết kế người Anh Vivienne Westwood đã biến cô thành người mẫu chính trong chương trình của mình.
Kể từ đó, Nasanyana đã chụp cho một số bài xã luận tạp chí, một video cho Lacoste và một danh mục cho Issey Miyake.
Năm 2011, cô cũng được xướng danh trong AFI African Fashion International, Người mẫu Tuần lễ Thời trang Châu Phi của năm 2012.
Bên cạnh việc làm người mẫu, Nasanyana đã giải thích xu hướng rõ ràng ở Kenya bản địa của mình đối với việc từ chối các tiêu chuẩn sắc đẹp của người da đen bản địa châu Phi để ủng hộ các cộng đồng khác. Trong một cuộc phỏng vấn với tờ nhật báo Kenya trên tờ Daily Nation, cô nói rằng "dường như thế giới đang âm mưu rao giảng rằng có điều gì đó không ổn với mái tóc xoăn và làn da đen của phụ nữ Kenya [... Tờ rơi của họ là tất cả về làm sáng da, và họ dường như đang làm kinh doanh tốt ở Kenya. Nó chỉ làm tôi sốc. Người da trắng không đồng ý bảo chúng tôi làm sáng da [... ] Tôi chưa bao giờ cố gắng thay đổi làn da của mình. Tôi tự nhiên. Mọi người ở Châu Âu và Châu Mỹ yêu thích làn da tối màu của tôi. Nhưng ở Kenya, ở quê tôi, một số người cho rằng nó không hấp dẫn. " 
Để khắc phục, Nasanyana đã dự tính ra mắt dòng sản phẩm chăm sóc da tự nhiên và mỹ phẩm dành cho phụ nữ như mình. Cô hy vọng rằng các sản phẩm của mình sẽ truyền cảm hứng cho những người cùng thời yêu thích vẻ bề ngoài của chính họ thay vì cố gắng thay đổi nó thông qua các phương tiện nhân tạo, chẳng hạn như tẩy trắng da.